# Вопша (река)
Вопша — река в России, протекает по Ярославской области, образует границу между её Даниловским (северный левый берег) и Некрасовским (южный правый берег) районами. Впадает с запада, немного ниже устья Касти, в Бухаловский полой Костромского залива Горьковского водохранилища.
Название «Вопша» распространяется от устья до расположенного через 10 км места слияния рек Поташевка и Саводранка. Государственный водный реестр России рассматривает как одну реки Ухтанка (27 км), участок Саводранки между Ухтанкой и Вопшей (7 км) и Вопшу (10 км): длина этого водотока составляет 44 км, площадь водосборного бассейна — 446 км². Средняя глубина русла — 3-5 м.
Находится на территории федерального зоологического заказника «Ярославский». Протекает по заболоченной местности. Крупнейший приток — Староселка, впадает в Вопшу слева, там где она протекает через озеро Фомино. У берегов Вопши находятся урочища Лубяник (левый берег) и Хвощевка (правый берег), болото Иврыбино (правый берег).

## Данные водного реестра
По данным государственного водного реестра России Вопша относится к Верхневолжскому бассейновому округу, водохозяйственный участок реки — Волга от Рыбинского гидроузла до города Кострома, без реки Кострома от истока до водомерного поста у деревни Исады, речной подбассейн реки — Волга ниже Рыбинского водохранилища до впадения Оки. Речной бассейн реки — (Верхняя) Волга до Куйбышевского водохранилища (без бассейна Оки).
Код объекта в государственном водном реестре — 08010300212110000011498.